# Alne
Alne – wieś w Anglii, w hrabstwie North Yorkshire, w dystrykcie (unitary authority) North Yorkshire. Leży 18 km na północny zachód od miasta York i 296 km na północ od Londynu.